# ハリーム
ハリーム (ラテン文字:Haleem, Halim、アラビア語: حلیم, ウルドゥー語: حلیم, ペルシア語: حلیم, ベンガル語: হালিম) とは、アラブ料理、イラン料理、パキスタン料理、ベンガル料理、インド料理などで見られる、肉の入った濃厚なシチューである。また、アナトリア半島、イラン、コーカサス地方やイラク北部では、違った種類のハリームが見られ、ケシケキやハリーサと呼ばれ親しまれている。この他、インドで好んで食べられているヒチュラやハイデラバード・ハリームもハリームのバリエーションの1つである。これらのように地域によって使う食材にバリエーションが見られるものの、ハリームには、コムギ、オオムギ、レンズマメ、肉だけは必ず用いられる。

## 概要

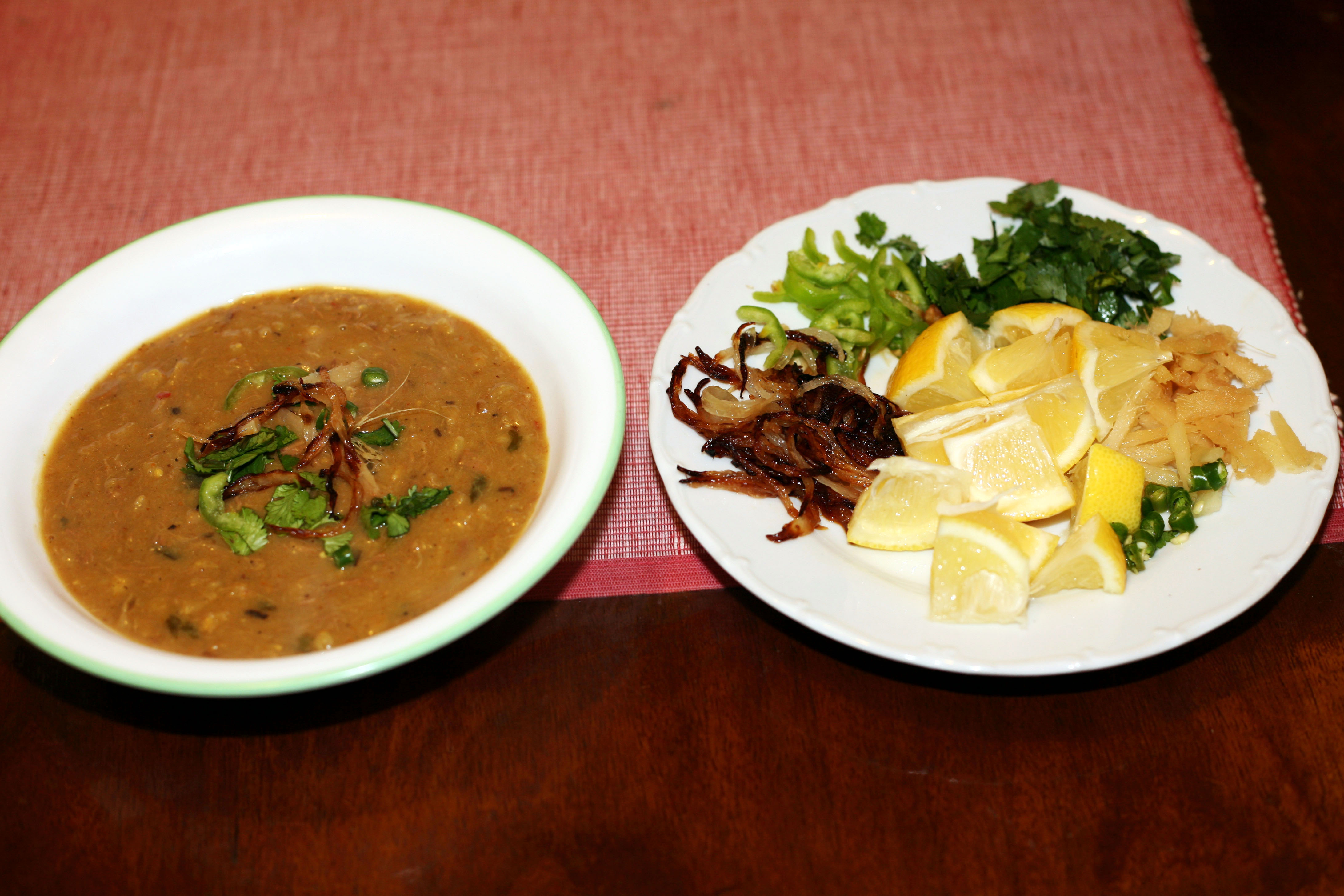
パキスタンのハリーム

ハリームはコムギ、オオムギ、肉 (通常は牛肉もしくは羊肉だが、鶏肉やひき肉を用いることもある)、レンズ豆、香辛料から作られる。この料理は肉の形が崩れ、コムギ、オオムギ、肉、香辛料の成分が交じり合うまで7～8時間かけてじっくりと煮込んで作られる。
ハリームは1年を通してバザールのスナックフードとして売られている。ハリームはラマダーンやムハッラム (ヒジュラ暦の1月) にはイラン、パキスタン、インドを始めとする全世界で用意される特別料理でもある。
インドのハイデラバードにおいてラマダーンの時期に作られてきたハリームは、燃料として薪を使って大釜で調理するのが伝統となっており、これは宅配便などを用いて全世界に輸出されている。
ハリームはバングラデシュでも非常に人気がある料理で、特にラマダーンの間に主食として食される事が多い。

## ハイデラバード・ハリーム
（Hyderabadi haleem）
インドのハイデラバードやパキスタンのカラチは美味しいハリームを食す事のできる都市として知られており、特にラマダーンの期間中は街でよく売られている。ハリームは元々はアラブ料理であり、ティムール朝の時代にイエメンやイラン、アフガニスタンからの移民によりハイデラバードへと持ち込まれたものである。ハリームはニザーム王国時代にアラブ移民の間で非常に人気のある料理だった。
ハリームには甘いものと塩の効いた種類のものがあり、ハイデラバードのバールカス地区では朝食として出される。香りの良さとその味わいからインドの他のコミュニティにおいても食卓に上ることが多い料理である。
塩の効いたハリームはモハッラムやラマダーンの月に非常に人気がある。高カロリー食であるハリームは断食を行うラマダーンの期間中、日没後摂取する食事であるイフタールとして最適な料理である。ハリームの材料は牛肉もしくは羊肉、コムギ、オオムギ、レンズ豆、香辛料、ギー、しぼりたてのレモンジュースであり、好みによりマサラで味を調節して作る。凝ったものになると、約1週間煮込んで作るとされている。
ドライフルーツや野菜を使ったハリームもラマダーンの期間中に販売されている。
ハリームはハイデラバードにおいて、ムスリムの結婚式やその他祝賀会などの慶事に際に前菜として出される伝統料理でもある。
2010年9月、ハイデラバード・ハリームは地理的表示を与えられる食事として登録された。

## ハリームとヒチュラ
南アジアでは、ハリームとヒチュラは同じ食材を用いて作られる。ヒチュラでは、肉は塊のまま用いる。一方、ハリームでは骨を取り除き肉を潰した形で使用される。この後の手順は両方の料理で同じであり、コムギ、オオムギ、レンズ豆などとともに肉の形が崩れるまでじっくりと煮込む。

## 他地域のハリーム
バングラデシュで作られる伝統的なハリームでは、まず肉を除いた材料を一晩塩水とともに漬け込む。コルマと呼ばれるソースは肉を煮込んで作られる。そして、肉以外の材料を柔らかくなるまで塩水で茹でる。これに肉と肉を煮込んで作られるソースを加え、ハンドミキサーでペースト状になるまでかき混ぜる。完成までに要する時間はおよそ6時間である。ハリームは地域ごとにその食材や味に大きな差がある。イランのハリームはバングラデシュやインドのハリームとは異なり、砂糖やシナモン、七面鳥の肉などを用いて作られる。

## 栄養
ハリームは高カロリー食であるものの、コムギ、オオムギ、レンズ豆などを含んでいるため栄養価も高く、食物繊維やタンパク質を多く摂取できる料理でもある。

## 添加
ハリームはミントの葉やレモンジュース、コリアンダー、フライドオニオン、生姜の絞り汁、グリーンペッパーなどを添えて出される。パキスタンでは、ハリームは通常ナーンとともに供される。